# Celerena perithea
Celerena perithea là một loài bướm đêm trong họ Geometridae.